# Calofil·làcies
Calophyllaceae és una família de plantes amb flors. La majoria dels gèneres inclosos dins aquesta família anteriorment eren considerats en la tribu Calophylleae de la família Clusiaceae. És una família de distribució pantropical amb 14 gèneres i unes 476 espècies. El nom del clade deriva dels mots grecs kalos («bell») i phyllon («fulla»).